# Saint-Hilaire-Cottes

Saint-Hilaire-Cottes este o comună în departamentul Pas-de-Calais, Franța. În 1 ianuarie 2022 avea o populație de 823 de locuitori.